# Jan Václav Stamic
Jan Václav Stamic (19. června 1717 Německý Brod – 27. března 1757 Mannheim) byl český skladatel a houslista světového významu. Ten tkví v objevu klasické cyklické sonátové hudební formy, podílu na výstavbě čtyřvěté symfonie a rozšíření nástrojového obsazení orchestru. Díky svému novátorskému přístupu předešel dobu a stal se spolutvůrcem nově vznikajícího klasicistního hudebního slohu. Barvitost jeho hudby, svěží a odvážné nápady obdivoval i Wolfgang Amadeus Mozart. Byl považován též za nejlepšího dirigenta své doby. Zpočátku se proslavil převážně jako houslový virtuóz. Založil tzv. „mannheimskou školu“, z níž vyšli další skladatelé klasicismu.

## Životopis
Rodina Stamiců pocházela ze slovinského Mariboru. Do Čech přišel skladatelův děd počátkem 60. let 17. století a usadil se v Pardubicích. Skladatelova otce Antonína Ignáce Stamice jako prvního z rodu upoutala hudba, kvůli které se přestěhoval, když dostal nabídku místa při německobrodském děkanském kostele, kam nastoupil jako varhaník, regenschori a učitel; roku 1714 se oženil s dcerou zemského prokurátora a zařadil se tak mezi ctihodné měšťany.
Jan Václav Stamic byl prvním z jeho jedenácti dětí a byl pokřtěn v děkanském kostele v Německém Brodě 19. června 1717. Otec brzy rozpoznal synovo nadání a ujal se jeho hudební výchovy. Další hudební vzdělání si prohloubil v letech 1728–34 při studiích na jezuitském gymnáziu v Jihlavě. V roce 1735 byl Stamic zapsán v Praze na univerzitu.  Vystudoval první ročník filozofie, ale středem jeho života byla hudba. Získal pověst výborného houslisty. Patrně roku 1741 za bavorského vpádu do Prahy odešel do Německa, kde nalezl uplatnění v kapele falcbavorského kurfiřta, kde už dříve působil jeho mladší bratr Antonín Tadeáš. V roce 1742 oslnil jako houslový virtuóz na koncertě konaném u příležitosti císařské korunovace ve Frankfurtu nad Mohanem.  Vedle interpretačního umění se začal projevovat jako skladatel. V roce 1744 se oženil, o rok později se mu narodil syn Karel Filip (1745–1801), v roce 1750 navštívil rodné město, kde se mu narodil další syn Antonín a v roce 1754 syn Jan Antonín. Celkem měl 5 dětí.
V dějinách hudby je J. V. Stamic spojen především s Mannheimem. Ve službách kurfiřta Karla Theodora se Jan Václav Stamic stal v koncertním mistrem a v roce 1750 ředitelem komorní hudby.  Soustředil okolo sebe řadu vynikajících hudebníků a mannheimský orchestr získal evropskou pověst. Po nástupu do čela souboru jej dovedl k dosud neslýchanému mistrovství v letech 1754–55, kterým se tento orchestr stal proslulým nejen pro svou dobu, ale svůj hlavní význam získal díky svým uměleckým výbojům ve vlivu na vývoj klasicistního hudebního slohu a to především v oblasti symfonické tvorby. V době, kdy Bachem a Händlem vrcholilo baroko, dokázal Stamic ve svých vrcholných dílech stmelit nové slohové prvky, které se už před tím rozptýleně objevovaly v dílech italských, vídeňských, německých a starších českých skladatelů, v nový umělecký tvar. Od roku 1751 s velkým úspěchem několikrát koncertoval v Paříži, kde mu také bylo uděleno právo k tisku vlastních skladeb. V průběhu let 1755–1763 vyšla v Paříži většina Stamicových děl. Jeho zásluhou byly orchestrální koncerty v Mannheimu, dříve určené pro úzký okruh privilegovaných posluchačů, zpřístupněny široké veřejnosti. Věnoval se také vyučování mladých hudebníků i dětí z vyšší společnosti. 
Jan Václav Stamic zemřel mlád (ve čtyřiceti letech) v Mannheimu. Byl pochován na katolickém hřbitově, který byl v roce 1842 zrušen, a jeho náhrobek se nedochoval.  Přenechal svůj odkaz synům Karlovi a Antonínovi, kteří tradici nesli dál. Ačkoli (především v případě Karla) docílili srovnatelného věhlasu ve své době, historického významu svého otce nedosáhli.

## Charakteristika a přínos díla

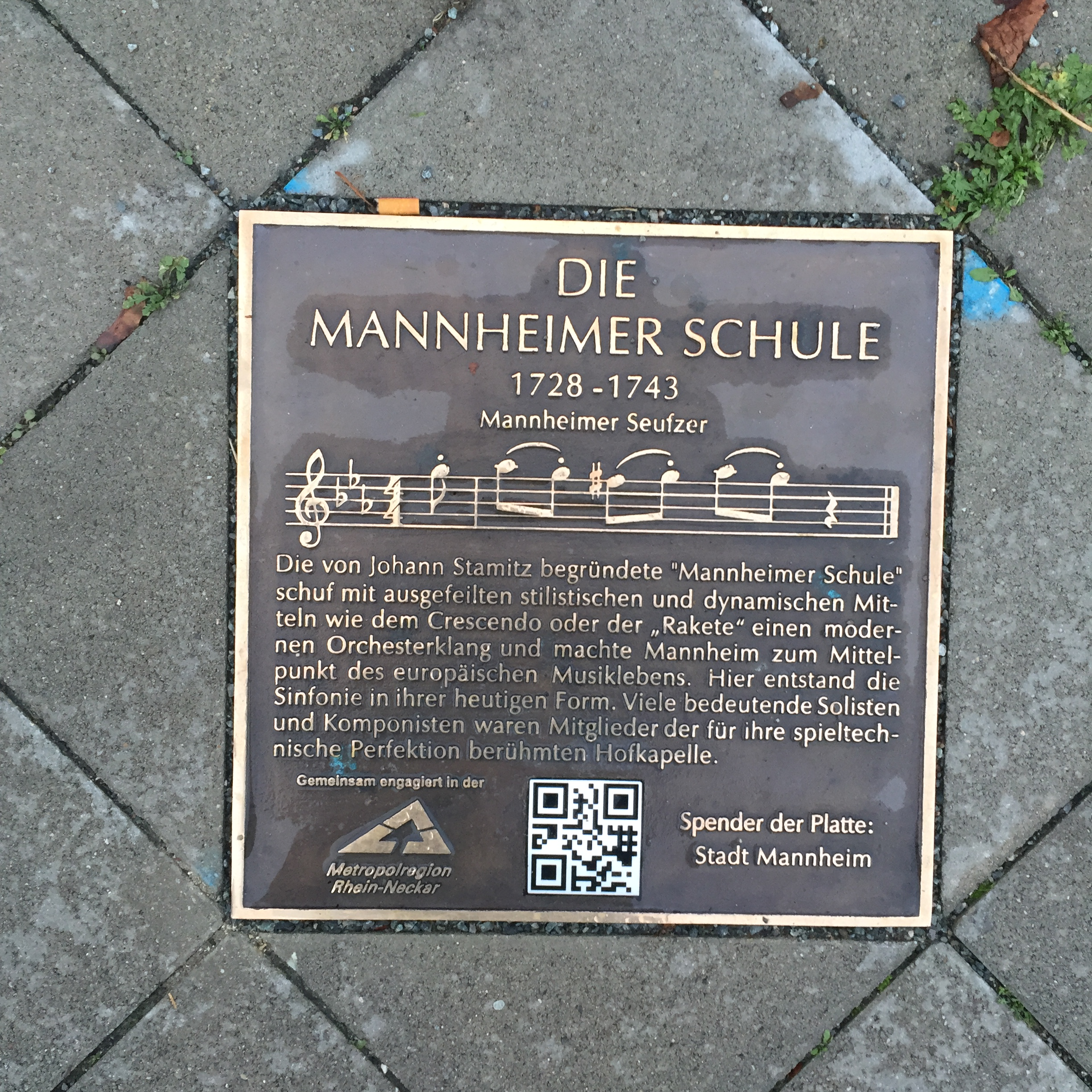
Pamětní deska J. V. Stamice v Mannheimu připomínající založení "Mannheimské hudební školy", vzniku symfonie v současné podobě a celkový přínos evropské hudbě.

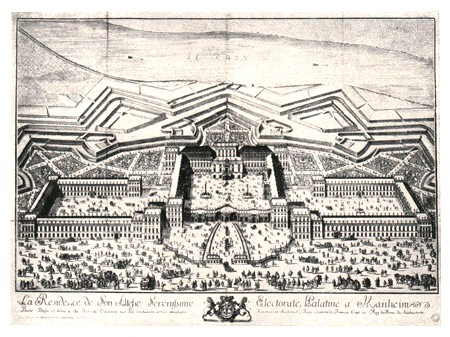
Mannheimský zámek na rytině z první poloviny 18. století

Stamicův přínos byl mnohostranný. Syntéza, dynamika a výrazový kontrast se stávají důležitými stavebními prvky jeho práce. Tyto vlastnosti byly určující pro nový způsob orchestrální hry. Proto se jeho mohutná crescenda a působivá decrescenda stala neodmyslitelnou součástí kompozičního stylu. Rozvíjený princip kontrastu, tematického konfliktu dvou hudebně rovnocenných, ale výrazem silně protikladných hudebních myšlenek, pak umožnil vývoj sonátové formy jako dosud nejvyspělejšího skladebného útvaru instrumentální hudby. Proti baroknímu ideálu „jedné nálady", výrazové jednolitosti hudební věty, postavil Stamic v prvních větách svých symfonií a orchestrálních trií nový ideál dramatického konfliktu v hudbě. Pracoval s dynamickými a melodickými ozdobami, délkou tónu, instrumentací, harmonickými průtahy. Často používal sestupné melodické ozdoby na principu sekundových průtahů, tzv. mannheimské vzdechy.
Stamicův smysl pro kompozici celku a spontánnost výrazu byly též příčinou vzniku nové formy orchestrální symfonie (do třívětého schématu dodal menuet jako a tím dotvořil čtyřvětou cyklickou sonátovou formu skladby). Nové schéma mělo poté následující rysy: první věta byla dynamická, druhá zamyšlená, třetí tvořil zmíněný menuet, poslední pak byla myšlenkovým a kompozičním shrnutím skladby. Podobně jako ostatní jeho čeští současníci přenesl Stamic tento kompoziční princip do umělecké hudby z lidové praxe. Charakteristickým stylovým znakem jeho vrcholných orchestrálních děl se tedy stalo rozrušení dosud jednotvárného metrického členění skladby asymetrickými dynamickými, melodickými i harmonickými akcenty všeho druhu. Tak se akcent postupně proměnil z původně jen smyslového efektu v důležitý formotvorný, syntaktický prvek. Velký krok vpřed učinil Stamic ve stylovém vývoji také tím, že opustil starý způsob generálbasové hry, který už jeho způsobu tematické práce nevyhovoval. Basový hlas jeho skladeb už netvoří pouhou harmonickou základnu, ale samostatně se podílí na tematické práci a může mít i roli hlasu prvního.
Lidové kořeny Stamicova umění prozrazuje i výrazné použití dechových nástrojů, hlavně lesních rohů, jimiž obvykle v menuetovém triu připadla sólová úloha. Mannheimský orchestr měl za Stamicova vedení už čtyři hráče na lesní roh a je příznačné, že všichni byli českého původu, přičemž tři z nich pocházeli z pražského muzikantského rodu Živných. Jako první začal v klasickém orchestru používat klarinety, které byly typické pro českou lidovou hudbu. Na rozdíl od raných symfonií a koncertů, které byly psány téměř výhradně pro smyčcové nástroje, začal Stamic v pozdějších dílech využívat více dechové nástroje a přikládal jim stále větší důležitost.

### Nejvýznamnější skladby
Jan Václav Stamic napsal asi 74 symfonií (z nichž se dochovalo 58), přes stovku triových a ostatních sonát, 14 houslových a 11 flétnových koncertů, koncerty pro klarinet, trubku, 10 orchestrálních trií, kvartety apod. Komponoval i skladby duchovní (mše, árie, litanie). 
- Missa solemnis pro sóla, sbor a orchestr
- Mše D-dur
- Symfonie D-dur
- Symfonie A-dur
- Symfonie avec clarinets et cors de chasse (Symfonie s klarinety a loveckými rohy)
- Six sonates choisies pour le clavecin avec un violon (6 sonát pro clavecin a housle)
- Six sonates choisies pour violon et basse (6 sonát pro housle a bas)
- Koncert pro klarinet a smyčcový orchestr
- Koncert pro trubku D-dur
- Concerts pour violon et orchestre (Koncerty pro housle a orchestr)
- Six trios pour deux violons et basse (6 trií pro dvoje housle a bas)
- Six sonates a trois parties concertantes (6 sonát o třech koncertantních částech)
- Tria č.1-3 (C, A a F-dur)
- Litaniae Lauretanae C-dur pro sóla, sbor a orchestr